# Saint Stephen
Saint Stephen es una parroquia canadiense situada en la provincia de Nuevo Brunswick.

## Superficie
Saint Stephen tiene una superficie de 102,83 km².

## Demografía
En 2021, tenía 1671 habitantes, una densidad poblacional de 16,3 hab./km², y 772 viviendas.